# Bright Lights & Back Alleys
Bright Lights & Back Alleys – czwarty studyjny album brytyjskiego zespołu pop rockowego Smokie, który ukazał się w Wielkiej Brytanii 27 września 1977 nakładem wytwórni RAK Records pod numerem SRAK 530. Z płyty tej pochodzą dwa promowane single "It's Your Life" (RAK 260) i "Needles and Pins" (RAK 263). To drugie nagranie to cover przeboju napisanego przez Sonny Bono i Jacka Nitzsche, a wykonywanego wcześniej z dużym powodzeniem w latach sześćdziesiątych zarówno przez Jackie DeShannon, jak i The Searchers.

## Lista utworów
| #  | Tytuł                             | Autorzy                    | Czas |
| -- | --------------------------------- | -------------------------- | ---- |
| A1 | "It's Your Life"                  | Nicky Chinn, Mike Chapman  | 3:30 |
| A2 | "I Can't Stay Here Tonight"       | Chris Norman, Pete Spencer | 4:03 |
| A3 | "Sunshine Avenue"                 | Norman, Spencer            | 3:06 |
| A4 | "Think of Me (Lonely One)"        | Norman, Spencer            | 4:40 |
| A5 | "In the Heat of the Night"        | Chinn, Chapman             | 4:44 |
| B1 | "Needles and Pins"                | Jack Nitzsche, Sonny Bono  | 2:41 |
| B2 | "No One Could Ever Love You More" | Norman, Spencer            | 2:26 |
| B3 | "The Dancer"                      | Leo Sayer, David Courtney  | 3:46 |
| B4 | "Baby It’s You"                   | Norman, Spencer            | 3:46 |
| B5 | "Walk Right Back"                 | Norman, Spencer            | 5:25 |

## Twórcy
- Chris Norman
- Terry Uttley
- Pete Spencer
- Alan Silson